# Lucia Ďuriš Nicholsonová

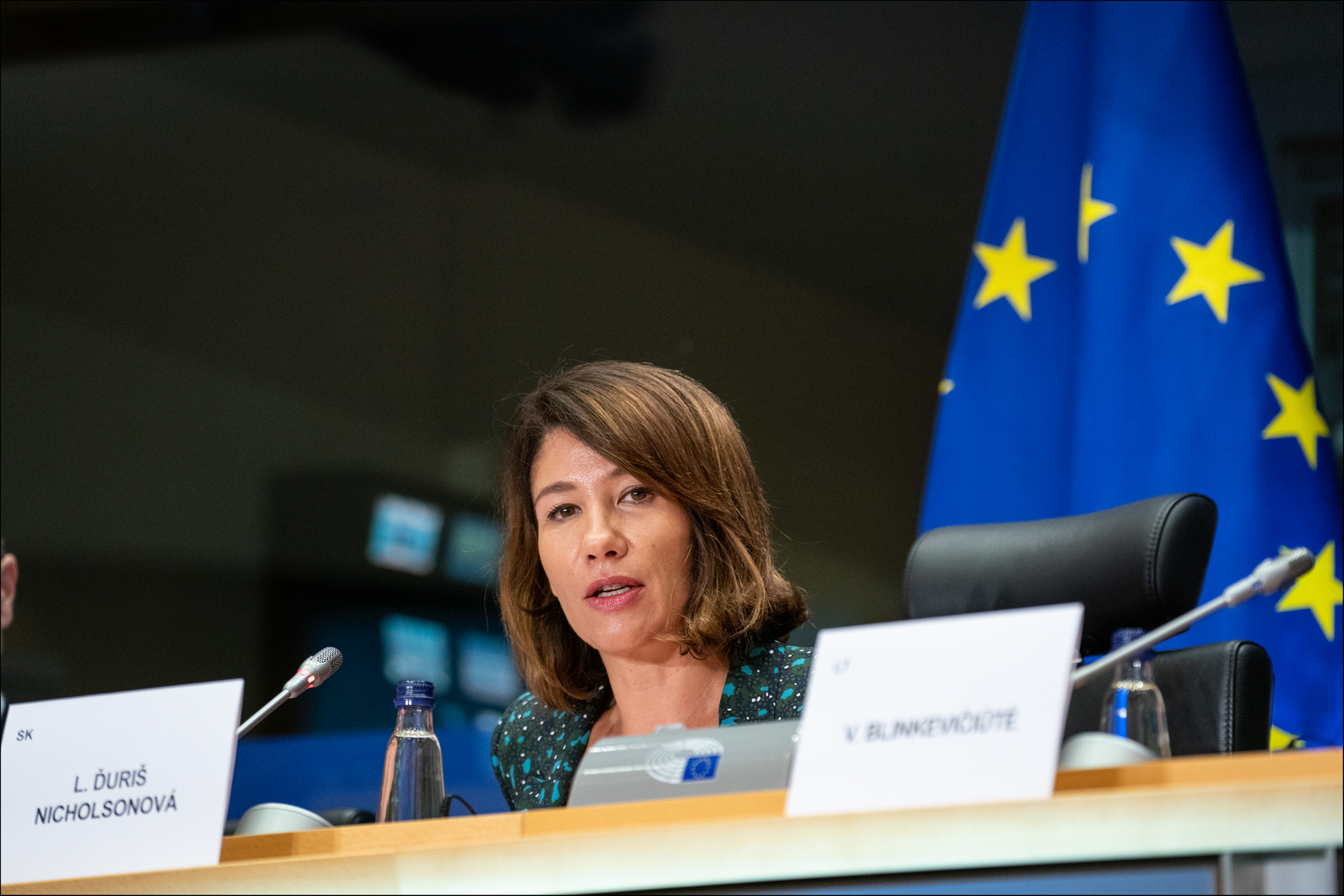
Lucia Ďuriš Nicholsonová (2019)

Lucia Ďuriš Nicholsonová, geborene Kubovičová (* 28. November 1976 in Bratislava), ist eine slowakische Journalistin und Politikerin (2009–2021: SaS, seit 2023: Jablko). Von 2010 bis 2012 war sie im Kabinett Radičová Staatssekretärin im slowakischen Arbeitsministerium, von 2016 bis 2019 Mitglied des slowakischen Nationalrats und stellvertretende Vorsitzende des Parlaments. Seit der Europawahl 2019 ist sie Mitglied des Europäischen Parlaments als Teil der Renew Europe-Fraktion (bis 2021 ECR) und hat unter anderem den Vorsitz des Ausschusses für Beschäftigung und soziale Angelegenheiten inne.

## Leben

### Berufliche Karriere
Lucia Nicholsonová wurde als Lucia Kubovičová am 28. November 1976 in Bratislava geboren, wo sie von 1991 bis 1995 das Gymnasium Metodova besuchte und mit Auszeichnung abschloss.
Zwischen 1996 und 2007 arbeitete sie als Redakteurin, Moderatorin und Reporterin in verschiedenen slowakischen Medien, darunter VTV, Práca daily, TV Luna, SME daily, Domino Forum, TA3 und STV. Von 2007 bis zu ihrem Einstieg in die Politik im Juli 2010 war sie Geschäftsführerin von Imaginecommunications, einer Firma, die sich mit „Medienberatung, Krisenkommunikation und Dokumentarfilmen aus Roma-Siedlungen und Afrika“ beschäftigte. Sie lebte ein Jahr lang mit ihrem damaligen Ehemann, dem Journalisten Tom Nicholson, in Kanada, wo sie einen einjährigen Englischkurs an der English School for Immigrants in Ottawa belegte.
Während ihrer Amtszeit als Staatssekretärin von 2010 bis 2012 wurde sie für ihre mangelnde Hochschulbildung kritisiert. 2010 begann sie ein Studium der internationalen Beziehungen und Diplomatie an der Universität für internationale und öffentliche Angelegenheiten in Prag, das sie aus Zeitgründen abbrach. Seit 2018 studierte sie Psychologie an der Paneuropäischen Hochschule in Bratislava. Sie war auch Studentin der Wirtschaftsuniversität in Bratislava.

### Politische Karriere
Lucia Nicholsonová war Mitglied der Partei Sloboda a Solidarita (Freiheit und Solidarität, abgekürzt SaS). Sie kandidierte erstmals bei den Parlamentswahlen 2010 auf dem 13. Listenplatz und gewann mit 5.416 Vorzugsstimmen ein Mandat für die SaS. Sie nahm das Mandat jedoch nicht an, nachdem die SaS Teil der Regierung unter Iveta Radičová bildete, sondern wechselte ins Ministerium für Arbeit, Soziales und Familie, wo sie bis 2012 als Staatssekretärin tätig war.
Bei den Parlamentswahlen 2016 kandidierte Nicholsonová erneut für die SaS, auf dem 7. Listenplatz, und errang mit 84.963 Vorzugsstimmen ein Mandat. In der neuen Legislaturperiode des Parlaments, in der die SaS die zweitgrößte Fraktion bildete, wurde Nicholsonová zu einer der stellvertretenden Parlamentsvorsitzenden gewählt. Des Weiteren war sie Mitglied im Ausschusses für soziale Angelegenheiten. Bei den Kommunalwahlen 2017 gewann Nicholsonová ein Mandat im Gemeinderat der Altstadt von Bratislava.
2019 nominierte die SaS Nicholsonová als Spitzenkandidatin für die Europawahl 2019. Bei der Wahl gewann die SaS an Stimmen hinzu (plus 2,9 Prozent) und gewann mit 9,6 zwei der 14 slowakischen Mandate im Europaparlament. Nicholsonová zog damit direkt ein und trat gemeinsam mit ihrem Parteikollegen Eugen Jurzyca der nationalkonservativen EKR-Fraktion bei. Für die Fraktion ist sie Mitglied des Ausschusses für Beschäftigung und soziale Angelegenheiten, die Mitglieder wählten sie zur Vorsitzenden des Ausschusses. Sie ist damit eines von zwei EKR-Fraktionsmitgliedern, die den Vorsitz eines der 20 ständigen Ausschüsse des Parlaments innehat. Des Weiteren ist sie stellvertretendes Mitglied im Ausschuss für bürgerliche Freiheiten, Justiz und Inneres sowie im September 2020 eingerichteten Sonderausschuss zu Krebsbekämpfung.
Bei den Parlamentswahlen 2020 kandidierte Nicholsonová erneut für die SaS, auf dem zweiten Listenplatz. Sie hatte erklärt, dass sie das Mandat im Nationalrat annehmen würde, wenn sie mehr als 85.000 Vorzugsstimmen erhielte. Nachdem sie bei der Wahl nur 67.000 Wähler erhalten hatte, nahm sie ihr Mandat nicht an und blieb im Europaparlament.
Auf einer Pressekonferenz am 8. Februar 2021 warf Nicholsonová der stellvertretenden Premierministerin und Investitionsministerin Veronika Remišová vor, dass sie es versäumt hat, eine Milliarde Euro aus dem Europäischen Solidaritätsfonds der Corona-Pandemie für die Slowakei sicherzustellen und sie unwiederbringlich verloren zu haben. Nachdem sowohl die Europäische Kommission als auch Ministerin Remišová dem widersprachen und letztere wiederum Nicholsovoná „Desinformation“ vorwarf, entschied sich die Europaabgeordnete am 11. Februar 2021 die Partei SaS zu verlassen, um weiteren Schaden zu vermeiden. Sie verließ dann auch die EKR-Fraktion und trat der Fraktion Renew Europe bei, für welche sie kurz darauf als Vorsitzende des Ausschusses für Beschäftigung und Soziale Angelegenheiten wieder gewählt wurde. Sie musste hingegen aufgrund des Fraktionsproporzes ihre anderen Ausschussmitgliedschaften aufgeben, gewann jedoch eine neue stellvertretende Mitgliedschaft im Ausschuss für Kultur und Bildung hinzu.
Nachdem Lucia Ďuriš Nicholsonová im März 2023 die Gründung der Partei Jablko (deutsch: „Apfel“) bekannt gab, wurde die Partei offiziell am 20. Juni 2023 in das Register politických strán a politických hnutí (deutsch: „Register politischer Parteien und politischer Bewegungen“) eingetragen. Noch vor der Eintragung in Parteiregister gab die Partei Jablko bekannt, bei der Nationalratswahl in der Slowakei 2023 mit der Partei Demokrati von Eduard Heger zu kooperieren. Dadurch konnten fünf Kandidaten von Jablko einschließlich Lucia Ďuriš Nicholsonová auf der Kandidatenliste von Demokrati antreten. Bei der Wahl entfielen auf die Kandidatenliste von Demokrati nur 2,93 Prozent, wodurch der Einzug in den Nationalrat der Slowakischen Republik aufgrund der 5-Prozent-Hürde verpasst wurde. Seit dem 29. November 2023 fungiert Lucia Ďuriš Nicholsonová offiziell als Vorsitzende der Partei Jablko.

### Privat
Sie hat einen Sohn und eine Tochter aus ihrer ersten Ehe mit dem Journalisten Tom Nicholson. Im Jahr 2015 heiratete sie zum zweiten Mal und sie und ihr Mann Petr Ďuriš haben einen Sohn.